# 弗蘭波爾

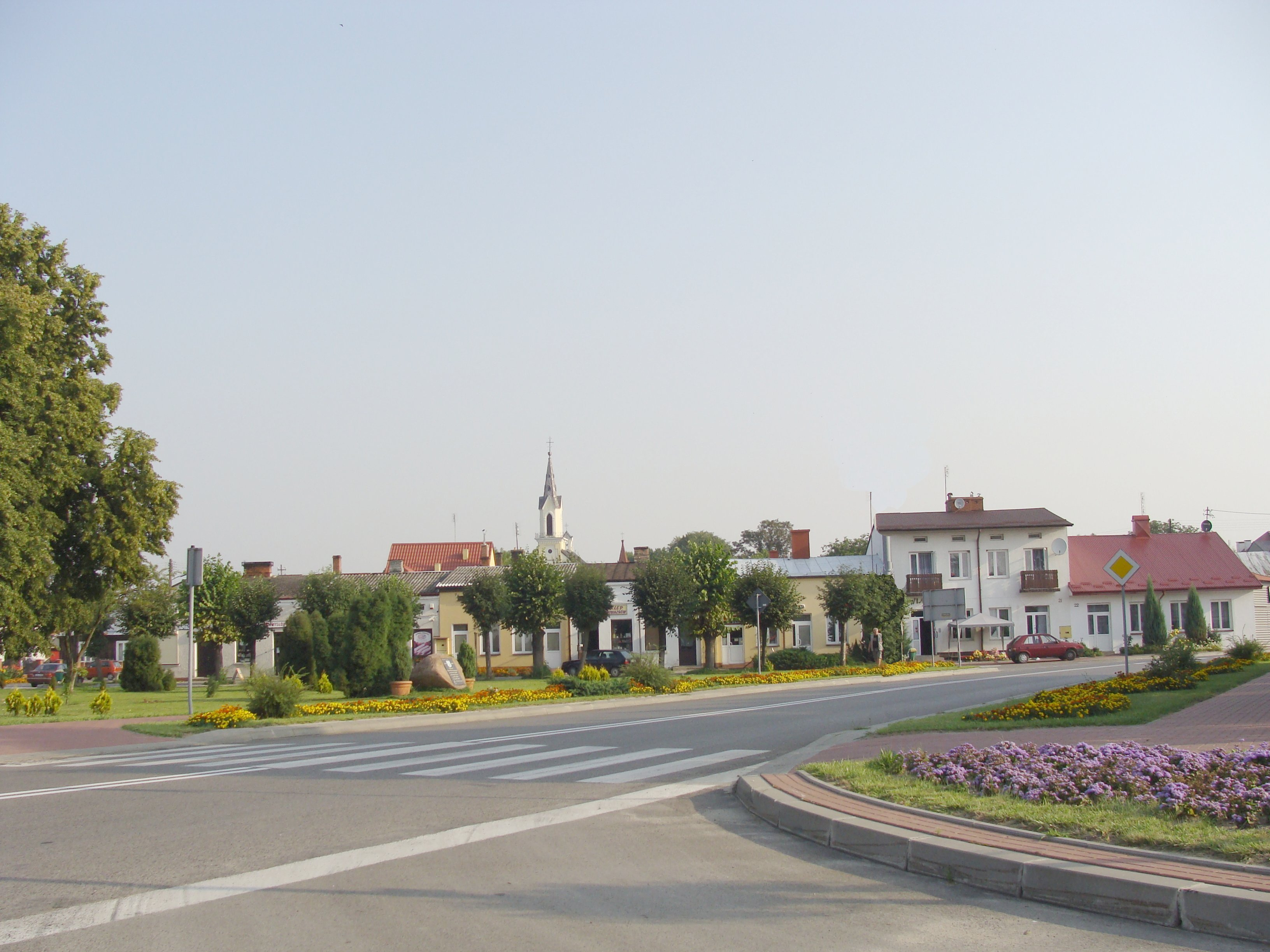

弗蘭波爾是波蘭的城鎮，位於該國東南部，距離首府盧布林約60公里，由盧布林省負責管轄，始建於1705年，面積4.67平方公里，海拔高度245米，2006年人口1,415。

## 外部連結
- Official town webpage
- Description of Frampol in the Encyclopedia of Jewish Communities in Poland （页面存档备份，存于）
- Description of the Jewish Cemetery in Frampol

50°40′25″N 22°40′05″E / 50.67361°N 22.66806°E